# Cal Sisplau
Cal Sisplau és una obra de Sant Martí Sarroca (Alt Penedès) protegida com a Bé Cultural d'Interès Local.

## Descripció
Casa aïllada de planta quadrangular composta de planta baixa, pis, terrat i torratxa. Façanes de composició simètrica amb obertures amb llinda decorades amb ceràmica blava i trencaaigües decorats amb cercolets, ovals i espirals. Reixes interessants. Coronament amb barana de balaustres, fris, palmetes i elements quadrangulars, amb motllura corbada superior que centra la façana. Jardí i baluard.